# Torre del Bierzo
Torre del Bierzo è un comune spagnolo di 2 782 abitanti situato nella comunità autonoma di Castiglia e León.